# Trachelus libanensis
Trachelus libanensis is een vliesvleugelig insect uit de familie van de halmwespen (Cephidae). De wetenschappelijke naam van de soort is voor het eerst geldig gepubliceerd in 1881 door Ed. Andre.